# تری‌فلوئورومتان‌سولفونیک اسید
تری‌فلوئورومتان‌سولفونیک اسید (به انگلیسی: Trifluoromethanesulfonic acid) با فرمول شیمیایی CF۳SO۳H یک ترکیب شیمیایی با شناسه پاب‌کم ۶۲۴۰۶ است. که جرم مولی آن 150.08 g/mol می‌باشد. شکل ظاهری این ترکیب، مایع بی‌رنگ است.